# Le Chien des Baskerville (film, 1921)
Pour les articles homonymes, voir Le Chien des Baskerville (homonymie).
Pour plus de détails, voir Fiche technique et Distribution.
Le Chien des Baskerville (The Hound of the Baskervilles) est un film muet britannique réalisé par Maurice Elvey, sorti en 1921. L'intrigue est adaptée du roman Le Chien des Baskerville d'Arthur Conan Doyle. Sherlock Holmes est joué par Eille Norwood et le Docteur Watson par Hubert Willis.
Ce long-métrage fait partie d'une série de films (dont une grande majorité de courts-métrages) adaptés des aventures de Sherlock Holmes, réalisés entre 1921 et 1923 avec Eille Norwood dans le rôle du détective.
Après sa diffusion initiale, le film est conservé au British Film Institute, mais reste inaccessible au grand public faute d'exploitation puis de numérisation. Il est toutefois projeté à de rares occasions lors de festivals spécialisés. Selon le site IMDb, la première diffusion du film en France a ainsi lieu en 1998 au Festival des cinémas d'Irlande et de Grande-Bretagne de Cherbourg.
Le British Film Institute annonce en 2021 une restauration intégrale des épisodes de la série « Eille Norwood », dont Le Chien des Baskerville, pour une sortie commerciale prévue en 2023.

## Fiche technique
- Titre original : The Hound of the Baskervilles
- Titre français : Le Chien des Baskerville
- Réalisation : Maurice Elvey
- Scénario : Maurice Elvey, William J. Elliott, Dorothy Westlake, d'après Le Chien des Baskerville de Sir Arthur Conan Doyle
- Direction artistique : Walter W. Murton
- Photographie : W. Germain Burger
- Montage : Leslie Britain
- Société de production : Stoll Picture Productions
- Société de distribution :  Stoll Picture Productions
- Pays de production :  Royaume-Uni
- Format : noir et blanc - 35 mm - 1,37:1 - muet
- Genre : policier
- Durée : 5 bobines
- Dates de sortie :
  - Royaume-Uni : 8 août 1921
  - États-Unis : 1er octobre 1922

## Distribution
- Eille Norwood : Sherlock Holmes
- Catina Campbell : Beryl Stapleton
- Rex McDougall : Henry Baskerville
- Lewis Gilbert : Roger Stapleton Baskerville
- Hubert Willis : Docteur Watson
- Allan Jeayes : Docteur James Mortimer
- Fred Raynham : Barrymore, le majordome
- Robert Vallis : Selden

## Réalisation
Selon le site Silent Era, le chien a été coloré manuellement sur la pellicule d'origine.